# Подлас Кузьма Петрович
Кузьма Петрович Подлас (29 жовтня 1893 — 25 травня 1942) — радянський воєначальник часів Другої світової війни, генерал-лейтенант (1941).

## Біографія
Народився 29 жовтня 1893 року на Стародубщині, в старому козацькому селі Душатин Суразького повіту Чернігівської губернії (нині — Суразький район Брянської області РФ). За національністю українець.
1914 року призваний до російської імператорської армії. Наступного року закінчив навчальну команду Преображенського полку. Учасник Першої світової війни, командував взводом на Південно-Західному фронті.
Після Жовтневого перевороту 1917 року перебував у Червоній гвардії, з серпня 1918 року — в РСЧА. Закінчив Петроградські прискорені курси червоних командирів. Учасник громадянської війни в Росії, воював на Південному, Східному і Західному фронтах, командував ротою, батальйоном, полком. Протягом 1920—1921 років як командир бригади брав участь у придушенні селянського повстання на Тамбовщині.
У міжвоєнний період закінчив стрілецько-тактичні КУКС РСЧА «Постріл» імені Комінтерна (1925), КУВНАС при Військовій академії імені М. В. Фрунзе (1930). Командував стрілецькою дивізією, стрілецьким корпусом. У 1935 році присвоєно військове звання «комдив».
З 1937 року — заступник командувача Приморською групою військ Особливої Червонопрапорної Далекосхідної армії (ОЧДСА), а згодом — командувач 1-ї окремої Червонопрапорної армії Далекосхідного фронту. Брав участь у бойових діях проти японців біля озера Хасан.
З 1938 року — заступник командувача військами Київського особливого військового округу. У грудні того ж року заарештований, перебував під слідством. У квітні 1939 року Військовою колегією Верховного суду СРСР позбавлений військового звання «комдив» і засуджений до 5 років позбавлення волі у виправно-трудових таборах. У серпні 1940 року відновлений у військовому званні, перебував у розпорядженні Управління керівних кадрів РСЧА. З листопада 1940 року — інспектор піхоти Київського ОВО, на цій посаді зустрів початок німецько-радянської війни.
У серпні 1941 року призначений командувачем 40-ю армією Південно-Західного фронту. Тоді ж був переатестований у «генерал-майори», а у листопаді того ж року присвоєно військове звання «генерал-лейтенант». З лютого 1942 року — командувач 57-ю армією. Під його командуванням війська армії брали участь у Другій битві за Харків і були оточені в Барвенківському виступі.
25 травня 1942 року, при спробі прориву з оточення, загинув поблизу села Лозовенька Балаклійського району Харківської області. Похований у братській могилі в селі Мала Комишуваха Ізюмського району.

## Нагороди
Був нагороджений двома орденами Леніна (…, 06.11.1941), двома орденами Червоного Прапора (1922, 1923) і медаллю (1938).